# 東格林斯特德鎮足球會
東格林斯特德鎮足球會（East Grinstead Town F.C.）是一支位於英格蘭東格林斯特德的職業足球會，目前於英格蘭足球依斯米安聯賽甲組東南角逐。

## 外部連結
- Official website （页面存档备份，存于）